# Marcellia welwitschii
Marcellia welwitschii är en amarantväxtart som först beskrevs av Joseph Dalton Hooker, och fick sitt nu gällande namn av Lopr. Marcellia welwitschii ingår i släktet Marcellia och familjen amarantväxter. Inga underarter finns listade i Catalogue of Life.